# Zoran Marojević
Zoran Marojević (en croate : Зоран Маројевић), né le 27 avril 1942 à Matulji dans la République socialiste de Croatie et mort le 24 avril 2019 à Belgrade, est un joueur yougoslave de basket-ball. 

## Carrière

### Palmarès
- Finaliste des Jeux olympiques 1968
- Finaliste du championnat d'Europe 1969
- Vainqueur des Jeux méditerranéens de 1967.